# آق‌دوغان، قسطمونی
آق‌دوغان (به ترکی استانبولی: Akdoğan) یک منطقهٔ مسکونی در ترکیه است که در قسطمونی واقع شده‌است.